# Z. Szalay Pál
Z. Szalay Pál (Léva, 1891. június 25. – Szentendre, 1975. szeptember 26.) festő, grafikus.

## Pályafutása
Édesapja felvidéki kőfaragó mester volt. 1912 és 1916 között a Mintarajziskola és Rajztanárképzőben tanult, ahol Szinyei Merse Pál, Réti István és Révész Imre voltak a mesterei. Ezután Nagybányán is tanult, Benczúr Gyula és Glatz Oszkár mellett, majd az első világháborút követően 1920-ban Rómában képezte magát a freskófestés területén Lodivico Fennottinál, ahol a Collegium Hungaricum lakója volt. Firenze város freskópályázatán elnyerte az első díjat. Franciaországban, Németországban és Angliában járt tanulmányúton, illetve kiállításai is voltak ugyanitt. Tanítványai: Jándi Dávid, Görömbei Imre, Ozsváth Imre, Berki Nándor, Berecz András, Kerülő Ferenc, Krutilla József, Soltész Albert, Pál Gyula, Váci András és a Komlós testvérek. Első kiállítását 1941-ben rendezte a Nemzeti Szalonban, majd az Ernst Múzeumban is volt tárlata. A nyíregyházi Bessenyei György Képzőművészeti Népfőiskolán, majd ezután 1953-tól 1965-ig a nyíregyházi TK Intézetben tanított, ekkor 48 évi tanítás után nyugdíjba vonult. A Münchener Künstlergenossenschaft és az olasz Artista Moderna társaság tagja volt, egyúttal alapító tagja és éveken keresztül elnöke a Benczúr Körnek. Az 1950-es években művein a szocialista-realista stílus figyelhető meg. 1970-ben a nyíregyházi Jubileumi pályázaton és a nyírbogdányi kiállításon is díjjal jutalmazták, 1973-ban pedig a Munka Érdemrend ezüst fokozata kitüntetést is megkapta. 1973-tól Szentendrén lakott, negyven művét hagyományozta Nyíregyházának, ezek a Városi Önkormányzatnál találhatók, de a Nemzeti Múzeum is őrzi néhány alkotását. A Farkasréti temetőben helyezték örök nyugalomra 1975. október 23-án.

## Egyéni kiállítások
- 1968 • Kisgaléria, Rakamaz • Művelődési Ház, Fehérgyarmat
- 1969 • Nyíregyháza
- 1970 • Kőolajipari Vállalat Klub, Nyírbogdány
- 1971 • Krúdy mozi, Nyíregyháza • Ságvári Tsz. Művelődési Ház, Felsősima
- 1972 • Vay Ádám Múzeum, Vaja • Benczúr Terem, Nyíregyháza
- 1973 • Borbányai Művelődési Ház, Nyíregyháza • Városi Művelődési Központ, Nyíregyháza • Megyei Kórház, Nyíregyháza.

## Válogatott csoportos kiállítások
A megyei tárlatokon 1961-71 között rendszeresen részt vett.
- 1947 • Magyar Képzőművészek Szabadszervezete vidéki csoportjainak I. Kiállítása, Ernst Múzeum, Budapest
- 1965 • Felvidéki Művészek Tárlata, Prága
- 1968 • Szabolcsi Képzőművészek Tárlata, Kisgaléria, Rakamaz
- 1969 • Fészek Művészklub, Budapest • Benczúrtól napjainkig, Jósa András Múzeum, Nyíregyháza
- 1970 • Szabolcsi művészek tárlata, Ungvár.

## Művek közgyűjteményekben
Jósa András Múzeum, Nyíregyháza • Magyar Nemzeti Galéria, Budapest • Vay Ádám Múzeum, Vaja.

## Köztéri művei
- falfestmény (Római Katolikus Elemi Iskola díszterme)
- freskó (1946, Zsinagóga)